# Brianne Howey
Brianne Nicole Howey, född 24 maj 1989 i Los Angeles, Kalifornien, är en amerikansk skådespelerska. Hon har medverkat regelbundet i skräckserien The Exorcist (2016), och thrillern The Passage (2019), båda på Fox, vid sidan om en återkommande roll på The CW i superhjältedramat Batwoman (2019-). Hon har även gestaltat en av huvudrollerna i dramakomedin Ginny & Georgia på Netflix sedan 2021.

## Biografi

### Tidigt liv
Howey växte upp i Pasadena, Kalifornien, av sin unga ensamstående mamma, från vilken hon senare hämtade inspiration till sin roll som Georgia Miller i Netflix tv-show Ginny & Georgia, och är den äldsta av fem syskon.
Hon gick på Flintridge Sacred Heart Academy, en katolsk gymnasieskola för flickor i Psadena, där hon gick med i improvisationsteamet. Hon fortsatte sin skådespelarutbildning och studerade teater vid New York University Tisch School of the Arts, och Lee Strasberg Theatre and Film Institute.
Under sin tid som student spelade hon huvudrollen i kortfilmerna Party Favors 2008, Appropriate Sex 2009 och Suckerpunch 2010.

### Karriär
Hennes första tv-roll var i TV-serien 90210, då hon spelade Stacey medan hon fortsatte på New York University. Howey har spelat i Twisted Tales 2013.
2014 spelade Brianne Candy i komedifilmen Horrible Bosses 2 tillsammans med Jason Bateman.
2015 flyttade Brianne till London för att filma sin första vanliga huvudroll, som var i den brittiska tv-serien I Live with Models.
2016 fick Howey rollen som Kat Rance i tv-serien The Exorcist, där hon var syster till den besatta flickan, spelad av Hannah Kasulka.
2019 spelade Howey som Shauna Babcock i Justin Cronins The Passage. Samma år började Howey en återkommande roll som Alison B. i Hulu's Dollface. Hon återvände för säsong 2 i februari 2022. Hon hade också en roll i 2019 års romantiska komedi Plus One.
Howey väckte ytterligare uppmärksamhet för sin roll som Georgia Miller i Netflix-serien Ginny & Georgia. Serien släpptes den 24 februari 2021, och blev snabbt populär och lockade 52 miljoner tittare på Netflix. Den förnyades för en andra säsong den 19 april 2021. I april 2021 förnyades serien för en andra säsong, som hade premiär den 5 januari 2023. I maj 2023 förnyades serien för tredje och fjärde säsonger.

### Privatliv
Hon har varit gift med den Kalifornien-baserade advokaten Matt Ziering sedan 2021, med vilken hon fick en dotter 2023.

## Filmografi

### Filmer
| År   | Titel             | Roll                | Noter  |
| ---- | ----------------- | ------------------- | ------ |
| 2014 | ETXR              | Cece                |        |
| 2014 | Horrible Bosses 2 | Candy               |        |
| 2016 | Super Novas       | Tiffany             |        |
| 2016 | Viral             | Tara Dannelly       |        |
| 2016 | The Lonely Whale  | Coffee Shop Hipster |        |
| 2016 | XOXO              | Darla               |        |
| 2017 | Time Trap         | Jackie              |        |
| 2018 | Little Bitches    | Sarah Richter       |        |
| 2019 | Plus One          | Jess Ramsey         | [ 12 ] |
| 2024 | Dear Santa        | Molly Turner        |        |
| 2025 | Kinda Pregnant    | Megan Taylor        |        |